# 甲酸钕
甲酸钕是钕(III)的甲酸盐，化学式为Nd(HCOO)3，或写成Nd(HCO2)3。

## 性质
甲酸钕受热可以分解，其分解过程分为两个阶段，第一个阶段是产生碱式碳酸钕（Nd2O2CO3）（543~703K），第二个阶段是产生氧化钕（Nd2O3）（813~953K）。